# 2023년 5월 죽음
다음은 2023년 5월에 사망한 저명한 인물 목록이다.

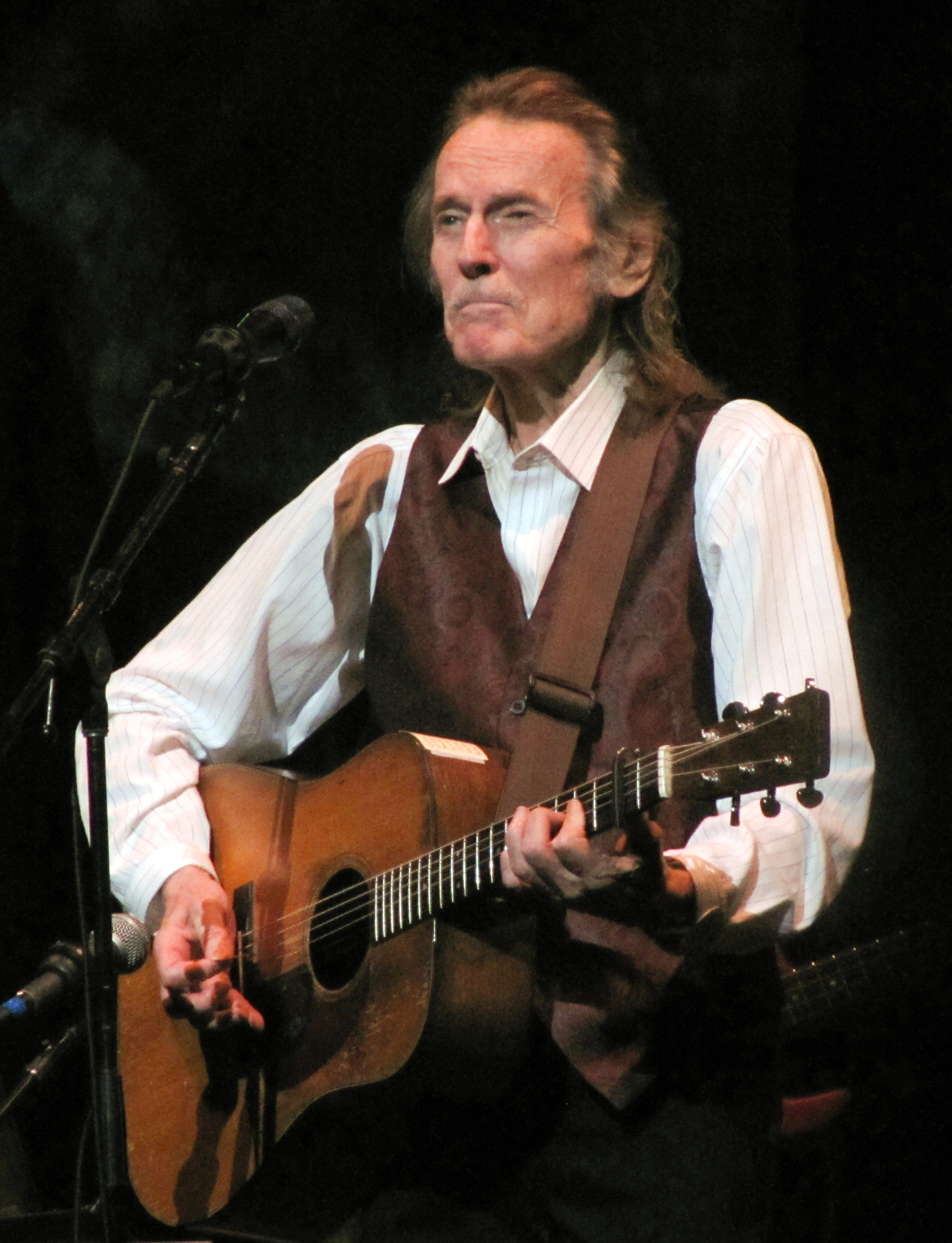
고든 라이트풋

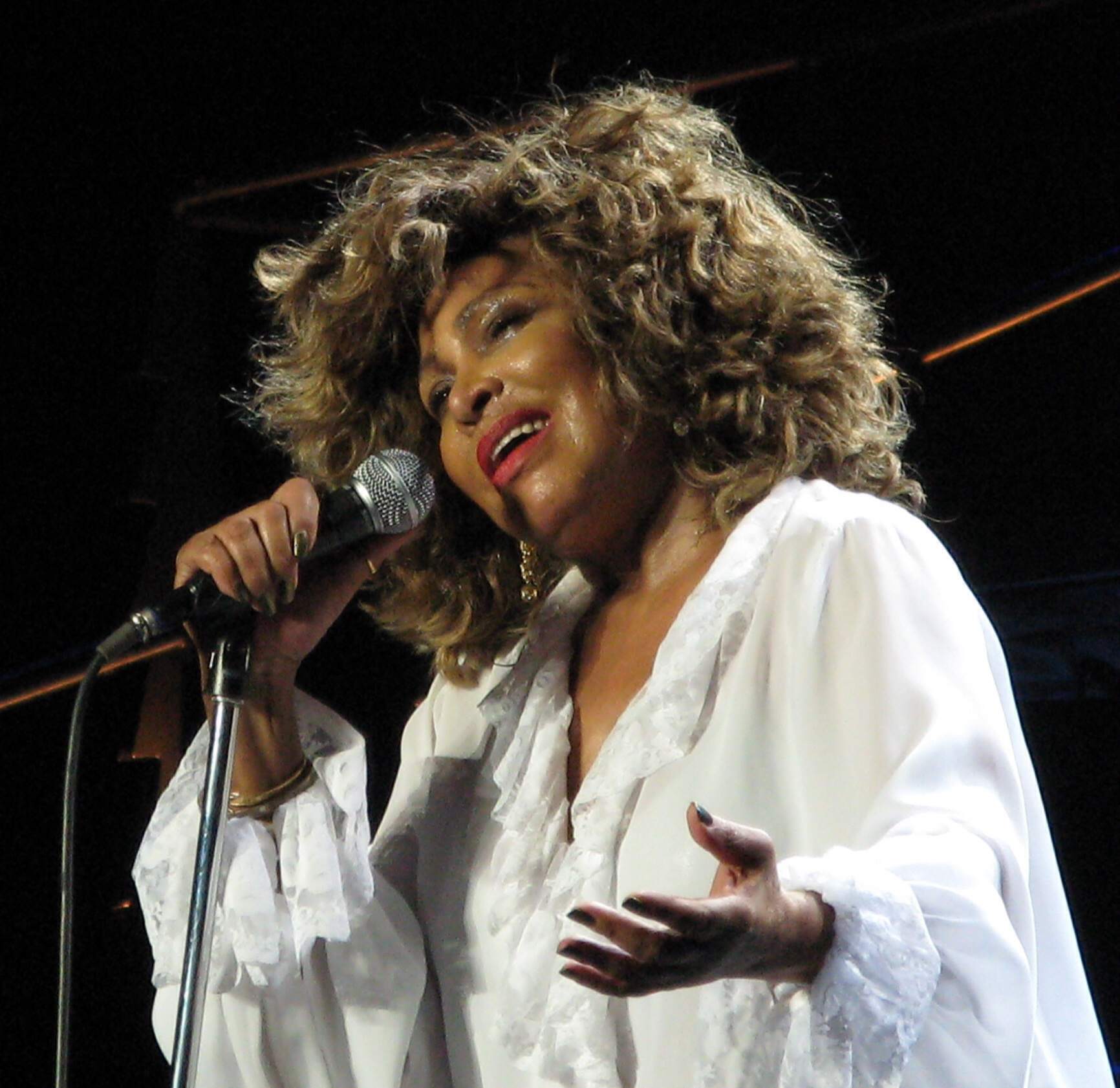
티나 터너

- 5월 1일 - 캐나다의 싱어송라이터 고든 라이트풋
- 5월 2일
  - 인도의 사회활동가 아룬 마닐랄 간디
  - 미국의 육상선수 토리 보이
- 5월 4일 - 대한민국의 정치인 정현복
- 5월 5일
  - 스페인의 축구선수 아르세니오 이글레시아스
  - 프랑스의 작가 필리프 솔레르스
- 5월 6일
  - 독일의 피아니스트 메나헴 프레슬러
  - 미국의 야구선수 바이다 블루
- 5월 9일 - 멕시코의 축구선수 안토니오 카르바할
- 5월 10일
  - 오스트레일리아의 싱어송라이터 롤프 해리스
  - 대한민국의 영화배우 최정훈
  - 캐나다의 과학철학자 이언 해킹
- 5월 11일 - 일본의 야구선수 나카니시 후토시
- 5월 12일 - 대한민국의 가수 해수
- 5월 14일
  - 미국의 포커선수 도일 브런슨
  - 스페인의 축구선수 페란 올리베야
  - 캐나다의 영화배우 서맨사 와인스틴
  - 영국의 베이스연주자 존 기블린
  - 오스트리아의 피아니스트 잉그리드 헤블러
- 5월 15일 - 미국의 경제학자 로버트 루카스 주니어
- 5월 17일
  - 대한민국의 아나운서 이성민
  - 대한민국의 해양학자 한상복
- 5월 18일
  - 오스트리아의 영화배우 헬무트 베르거
  - 미국의 영화배우 짐 브라운
- 5월 19일
  - 영국의 소설가 마틴 에이미스
  - 대한민국의 법조인 정광진
  - 미국의 목회자 팀 켈러
- 5월 21일 - 북아일랜드의 영화배우 레이 스티븐슨
- 5월 24일
  - 미국의 영화배우 조지 마하리스
  - 미국의 음악가 티나 터너
- 5월 26일 - 대한민국의 시인 김시철
- 5월 28일
  - 대한민국의 영화배우 김석훈
  - 미국의 천문학자 오언 깅거리치
  - 대한민국의 소설가 최일남
  - 독일의 바이러스학자 하랄트 추어 하우젠
- 5월 29일
  - 대한민국의 정치인 문용린
  - 오스트리아의 영화배우 페터 지모니셰크
- 5월 30일
  - 소련의 군인 베라 푸티나
  - 미국의 농구선수 마르커스 힉스
- 5월 31일 - 대한민국의 신학자 유광웅